# Brdo (gmina Nova Gorica)
Brdo – wieś w Słowenii, w gminie miejskiej Nova Gorica. W 2018 roku liczyła 56 mieszkańców. 